# Venezuela-Lanzenotter
Die Venezuela-Lanzenotter (Bothrops venezuelensis) ist eine südamerikanische Grubenotter aus der Gattung der Lanzenottern (Bothrops).

## Merkmale
Die Venezuela-Lanzenotter besitzt einen schlanken, aber kräftigen Körperbau und erreicht eine Gesamtlänge von maximal 167 cm, bleibt meist jedoch kleiner. Die dorsalen Körperschuppen (Scutum dorsale) sind gekielt. Der Kopf ist flach, dreieckig und bei Aufsicht lanzenartig geformt sowie vom Hals abgesetzt. Die Schnauzenspitze ist nicht aufgeworfen. Die Augen sind mittelgroß, die Pupille ist bei Lichteinfall vertikal elliptisch. Zwischen Auge und Mundwinkel zeigt sich ein dunkles Band. Die Grundfärbung ist variabel, es existieren grünliche und grau-bräunliche Exemplare. Dorsal zeigen sich dunklere Querbinden, entlang der Seiten kann je eine Reihe dunkler Flecken erkenntlich sein.

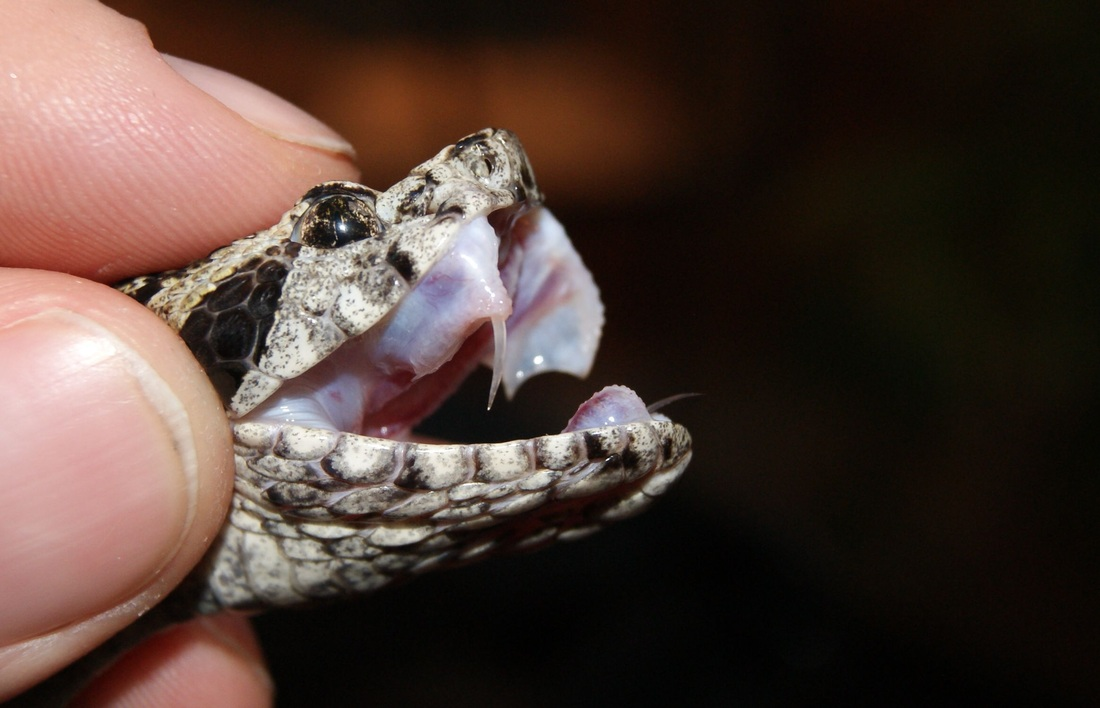
B. venezuelensis, Fangzähne

Bothrops venezuelensis besitzt den für Vipern (Viperidae) typischen Giftapparat. Er besteht aus Giftdrüsen, die sich seitlich des Schädels befinden und von umgebildeten Speicheldrüsen dargestellt werden, welche mit den Gift- bzw. Fangzähnen in Verbindung stehen. Diese befinden sich im vorderen Oberkiefer, sind bei geschlossenem Maul eingeklappt und werden beim Zubeißen aufgestellt (solenoglyphe Zahnstellung). Die Giftzähne sind röhrenartig aufgebaut und ermöglichen eine Injektion des Giftsekretes.

## Lebensweise
Die Venezuela-Lanzenotter führt eine vorwiegend nachtaktive, terrestrische Lebensweise, klettert jedoch gelegentlich im Geäst kleinerer Sträucher oder Bäume. Zum Beutespektrum der Art zählen kleinere Wirbeltiere, etwa Kleinsäuger, Vögel, Echsen und Amphibien. Bothrops venezuelensis ist ovovivipar, pflanzt sich also ei-lebendgebärend fort.

## Toxikologie
Grubenottern besitzen äußerst komplex zusammengesetzte Toxingemische. Zum Giftsekret von Bothrops venezuelensis finden sich wenig Angaben, klinische Berichte liegen kaum vor. Es ist davon auszugehen, dass die Toxine in ihrer chemischen Struktur und ihren pharmakologischen Eigenschaften mit den Toxinen anderer Bothrops-Arten verwandt sind. Die Beeinflussung (Unterdrückung) der Hämostase in vitro legt das Vorhandensein von Prokoagulantien nahe, welche durch einen Aufbrauch an Gerinnungsfaktoren zu einer Verbrauchskoagulopathie führen können. Weiterhin sind vermutlich zytolytisch wirksame Enzyme enthalten.
Giftbisse werden als potentiell lebensbedrohlich eingeschätzt. Infolge einer Intoxikation kommt es zunächst zu lokalen Effekten wie Schmerzen, Ödem und im weiteren Verlauf Nekrosebildung. Systemisch zeigen sich neben unspezifischen Allgemeinsymptomen (z. B. Übelkeit, Emesis, Kopfschmerzen, Abdominalschmerzen) unter Umständen koagulopathiebedingte Hämorrhagien. Als Komplikationen können Schock, Allergie und sekundäre Nierenschäden nicht ausgeschlossen werden. Die Bissstelle sollte nicht durch einen Druckverband abgebunden werden, da eine Blutstauung gegebenenfalls die Lokaltoxizität (Nekrotisierung) verstärkt. Es stehen verschiedene polyvalente Antivenine zur Verfügung.

## Verbreitung
Das Verbreitungsgebiet liegt im nördlichen Venezuela sowie in Teilen des östlichen Kolumbiens (Norte de Santander, Boyacá). Vorwiegend dienen montane Berg- und Nebelwälder als natürlicher Lebensraum.